# Etna (Nevada)

Etna é um vilarejo no  condado de Lincoln, Nevada, nos Estados Unidos. Está situada a uma elevação de 4236 pés de altura (1291 m).